# Барабтарло, Геннадий Александрович
Генна́дий Алекса́ндрович Барабта́рло (англ. Gennady "Gene" Barabtarlo; 15 февраля 1949, Москва — 24 февраля 2019, Колумбия, Миссури) — американский литературовед и переводчик, набоковед.

## Биография
Его отец, экономист Александр Соломонович Барабтарло, работал заместителем начальника управления галантерейно-парфюмерными товарами Главкультбытторга, мать, Мария Ефимовна Зельвянская (1922—2009), преподавала немецкий язык. Окончил филологический факультет МГУ (1972, дипломная работа о поэзии и прозе Бориса Пастернака), служил в Государственном музее А. С. Пушкина (научный сотрудник, учёный секретарь). В 1979 году вместе с женой Аллой, дочерью Марией, родителями и сестрой эмигрировал в США, где продолжил изучение творчества Владимира Набокова, начатое в Советском Союзе. Консультируясь с вдовой писателя Верой, перевёл на русский язык роман Набокова «Пнин» (Анн-Арбор: Ардис, 1983; переработанный вариант — СПб.: Азбука, 2007), этому же роману посвятил диссертацию доктора философии (PhD, 1984, Иллинойсский университет в Урбане-Шампейне), позднее опубликованную в виде монографии «Тень факта. Путеводитель по „Пнину“» (англ. Phantom of Fact. A Guide to Nabokov’s Pnin; Анн-Арбор: Ардис, 1989).
Последующие работы Барабтарло о Набокове вошли в книги «Вид сверху. Очерки художественной техники и метафизики Набокова» (англ. Aerial View. Essays on Nabokov’s Art and Metaphysics; Нью-Йорк — Берн: Петер Ланг, 1993), «Сверкающий обруч. О движущей силе у Набокова» (СПб.: Гиперион, 2003, Серия «Филологическая библиотека»), «Сочинение Набокова» (СПб.: Издательство Ивана Лимбаха, 2011). Перевёл также все англоязычные рассказы Набокова, составившие сборник «Быль и убыль» (СПб.: Амфора, 2001; исправленное издание в полном собрании рассказов, СПб.: Азбука, 2012), и романы «Истинная жизнь Севастьяна Найта» (СПб.: Азбука, 2008) и «Лаура и её оригинал» (СПб.: Азбука, 2009). Опубликовал ряд статей о творчестве Пушкина, Тютчева и Солженицына, составил сборник «Cold Fusion: Aspects of the German Cultural Presence in Russia» (2000). Напечатал также сборник стихов в старой орфографии «На всякомъ мѣстѣ» (СПб.: Звезда, 1998).
С 1984 по 2017 год преподавал в Университете Миссури (с 1994 года — профессор).
24 февраля 2019 года Геннадий Барабтарло скончался у себя дома от рака поджелудочной железы. Отпевание прошло в церкви Св. Евангелиста Луки в г. Колумбия, штат Миссури, США.